# スレイマン1世
スレイマン1世（Kanuni Sultan Süleyman I, オスマントルコ語: سلطان سليمان اول, ラテン文字転写: Sultān Suleimān-i evvel, トルコ語:  I. Süleyman、 1494年11月6日 - 1566年9月6日）は、オスマン帝国の第10代皇帝（在位：1520年 - 1566年）。9代皇帝セリム1世の子。
46年の長期にわたる在位の中で13回もの対外遠征を行い、数多くの軍事的成功を収めてオスマン帝国を最盛期に導いた。英語では「壮麗帝（the Magnificent）」のあだ名で呼ばれ、日本ではしばしばスレイマン大帝と称される。トルコでは法典を編纂し帝国の制度を整備したことから「立法帝（カーヌーニー、 オスマントルコ語: القانونى, ラテン文字転写: al‐Qānūnī, トルコ語: Kanuni）」のあだ名で知られている。
名前のスレイマン（Süleyman）とは、ユダヤ教やキリスト教と共にイスラム教でも聖典とされる旧約聖書に記録された古代イスラエルの王、「ソロモン王」のアラビア語形である「スライマーン」（アラビア語: سليمان, Sulaymān）のトルコ語発音である。
またオスマン帝国の歴史において「スレイマン」の名を持つ最初の皇帝であることから「スレイマン1世」と呼ばれるが、まれにバヤズィト1世がアンカラの戦いでティムールに敗れた直後にエディルネで君臨したバヤズィト1世の長男スレイマン・チェレビーを1世に数えることがあるので、その場合は「スレイマン2世」と呼ばれることもある。

## 生涯

### 周辺領域の鎮定
1494年11月6日、セリム1世の息子としてアナトリア半島北東のトラブゾンで誕生。マムルーク朝を滅ぼしてシリア、エジプトのアラブ地域を初めて征服した父が不在の間は所領としてあてがわれたマニサの軍事長官を務めていたが、父が在位わずか8年で1520年に没すると首都イスタンブールへ帰還・即位した。前回と前々回のスルタン死去の際には熾烈な後継者争いがあり、後継者になれなかった王子やその子らがほとんど全員処刑されるといった経緯があったが、セリム1世死去の際にはそうした争いはなく、スムーズにスレイマン1世が即位した。スレイマンの他に男児の記録はないことから、スレイマンが唯一の後継者候補だった可能性が示唆される。
若くして東ヨーロッパから中東にまたがる帝国の支配者となったスレイマン1世は即位の同年にシリア知事の反乱に直面、翌1521年にアナトリア中央でイランのサファヴィー朝に通じた部族の反乱も勃発したが、スレイマン1世はいずれも1521年の内に鎮圧して足元を固め、ヨーロッパ方面に向けた遠征を計画した。

### ヨーロッパ
1521年からは外征に乗り出し、ハンガリー王国からベオグラードを奪い取り、翌1522年のロドス包囲戦で聖ヨハネ騎士団からロドス島を奪うなど活発な外征を行った。この2ヶ所は曽祖父のメフメト2世が最後まで征服できなかったところであり、これにより帝国内におけるスレイマン1世の支持、評価は著しく向上した。また、ロドス島の征服によって3大陸にまたがるオスマン帝国領土内の海上交通のとげが取り除かれ、領土内の航行が円滑となった。
ロドス島征服の直後に、スルタン即位前からの寵臣で義弟のイブラヒム・パシャを大宰相に抜擢しているが、ベオグラード、ロドス島ともに、若いスルタンの実力を国内向けに演出する効果を狙ったイブラヒム・パシャの進言によるものとも言われている。オスマン帝国はこの時点でもまだ支配が安定せず、1522年から1524年にかけてエジプトで反乱が起こったが、イブラヒム・パシャは反乱を鎮圧、1525年に総督に赴任してエジプトの支配を安定させ、1526年・1527年にアナトリア南部で親サファヴィー派の部族が起こした反乱も収拾させ、軍事・行政共に有能な手腕を示し、スレイマン1世の信任を深めていった。

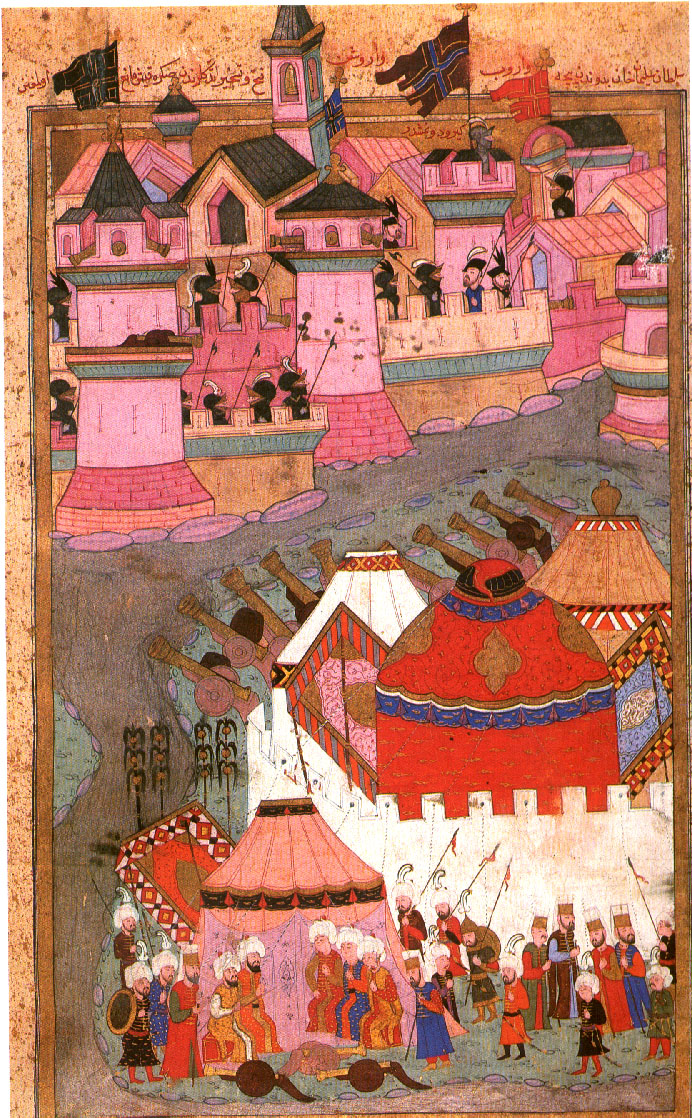
第一次ウィーン包囲（『ヒュネル・ナーメ』より）

1526年には、モハーチの戦いでハンガリー王ラヨシュ2世を討ち取りハンガリー中央部を平定し、ハプスブルク家のオーストリア大公国と国境を接した。スレイマン1世はラヨシュの戦死により断絶したハンガリー王位に、オスマン帝国に服属したトランシルヴァニアの領主サポヤイ・ヤーノシュを推し、傀儡としてハンガリーの間接統治を狙った。しかし、ハンガリー王位継承を宣言したハプスブルク家出身の神聖ローマ皇帝兼スペイン王カール5世の弟フェルディナント（後の神聖ローマ皇帝フェルディナント1世）と対立すると、1529年に第一次ウィーン包囲を敢行し、ウィーン攻略には失敗するもののヨーロッパの奥深くにまで侵攻して西欧の人々に強い衝撃を与えた。
スレイマン1世は1532年にも再びオーストリア遠征を敢行したが、どちらも戦端を開こうとせず和睦の話し合いが行われ、1533年にフェルディナントの使者とイブラヒム・パシャとの協議の結果和睦が成立した（コンスタンティノープル条約）。内容はヤーノシュの王位を認め、オスマン帝国に貢納金を支払うことが確約されたため、ハンガリーに対するオスマン帝国の優位が明言され、スレイマン1世はしばらくヨーロッパ遠征は控える代わりに東方遠征へ向かった。

### 東方遠征
オスマン帝国にとって東のサファヴィー朝は油断ならない相手だった。何故ならば、アナトリア半島でオスマン帝国の支配に反発した土着勢力がサファヴィー朝と結びつく危険性が常に存在していたからである。しかし、アナトリア半島とイランの中間にあるクルディスタンで領主間の抗争が起こると、スレイマン1世はこれをきっかけに1533年に東征へ向かい、先遣隊を率いたイブラヒム・パシャはアゼルバイジャンを制圧した。スレイマン1世は翌1534年にイラクへ出陣、バグダードを占領しイブラヒム・パシャと合流、1535年にアゼルバイジャンの首都タブリーズに到着したが、サファヴィー朝の軍勢を見かけることなくイスタンブールへ帰還した。
遠征でバグダードを占領して南イラクとアゼルバイジャンの大半を支配下に置き、東方の国境を安定させたスレイマン1世だったが、1548年の2回目の遠征と、1553年から1554年にかけて行われた3回目の遠征はタフマースブ1世率いるサファヴィー朝が騎兵を中心とする軍の機動力とゲリラ・焦土作戦で抵抗したため、オスマン帝国も成果を上げられず、最終的に1555年にアマスィヤの講和で和睦して国境線を取り決め、イラク領有は確定したが（アゼルバイジャンはサファヴィー朝が奪回）、サファヴィー朝の完全征服はできなかった。
なお、最初の遠征終了後の1536年にこの遠征の責任者だったイブラヒム・パシャは処刑されたが、決着を着けられなかったことが一因とも、増長したためスレイマン1世の不興を買ったとも、宮廷闘争に敗れたためともいわれているが、いずれも伝聞に過ぎず真相は不明。また、1536年を境にスレイマン1世の大規模な領土拡張政策は終わりを告げ、以後は周辺国との交戦と重要拠点の確保、制海権や内政重視に目を向けていった。

### 制海権の確保
海軍の育成にも力を注ぎ、1533年にアルジェを本拠地とするバルバリア海賊のバルバロス・ハイレッディンが帰順すると彼を海軍提督＝パシャとした。彼の帰順によりアルジェリアもオスマン帝国領となり、西地中海に足がかりを得ると共に、海軍力も大幅に増強された。彼の率いるオスマン帝国海軍は1538年のプレヴェザの海戦でスペイン・ヴェネツィア・ローマ教皇の連合艦隊を破り、地中海の制海権を握った。同年にモルドバへ遠征し従属国クリミア・ハン国との通路を確保、黒海も事実上支配下に収めた。ピーリー・レイースが海軍で名を挙げるのもスレイマン1世の時代である。
また、1540年にサポヤイ・ヤーノシュが亡くなると、フェルディナントが和睦を破りブダを占拠したため、1541年に再びハンガリーへ遠征して平定、トランシルヴァニアも属国とした上でハンガリーを分割することに決め、フェルディナントは北と西の領土（王領ハンガリー）、ヤーノシュの遺児ヤーノシュ・ジグモンドはハンガリー東部（東ハンガリー王国）、オスマン帝国は中央と南（オスマン帝国領ハンガリー）を領有した。以後も小競り合いは続いたが、1547年に和睦しフェルディナントがオスマン帝国に貢納金を支払い、それぞれの領地は認められた。
ハプスブルク家に対抗するため1535年にフランス国王フランソワ1世と同盟を結び、1543年には、オスマン艦隊とフランス艦隊が共同でニースを攻略した。さらに、ハプスブルク家と対立していたドイツのルター派をフランソワ1世を通じて間接的に援助したとも言われ、フランソワ1世とその後継者アンリ2世がルター派諸侯に送った資金の大部分はオスマン帝国から供出されていたようである。後にスレイマン1世は、ハプスブルク家の支配下であったネーデルラントのルター派に対しても援助を申し出た。
この他、紅海とインド洋に進出しているポルトガルとも対立、1538年に遠くインド北西部のグジャラート・スルターン朝（ポルトガルと対立していた）からの救援要請に応えインド洋に艦隊を派遣したり、アラビア半島に進出してイエメンのアデンを獲得、対岸も占領してポルトガルを牽制しようと図ったり、1552年にペルシア湾の港を奪い取りポルトガルを妨害しようとしたが、いずれも海上政策では上手であるポルトガルの前に失敗している。ただしイエメンは確保、ポルトガルとオスマン帝国は後に互いの海域を設定して住み分けている。

### 晩年
一方で、長きに渡った治世の後半には政争が相次ぎ、16世紀末から激化する帝国の混乱の始まりが見られた。
特にスレイマン1世は他の后妾を差し置いて、後宮の女奴隷であったヒュッレム・スルタンを寵愛し、極めて異例なことに、1534年に彼女を奴隷の身分から解放して皇后として迎えるとともに、ヒュッレムのライバルと目されていたマヒデヴラン・スルタンを後宮から追い出した。このことから、ヒュッレムの子と異腹の子たち、更にヒュッレムの子同士の間でスレイマン1世の後継者を巡る激しい争いが行われ、後宮の女性が政治に容喙する端緒を作ったと言われる。また、ヒュッレムと娘のミフリマー・スルタン及びその夫で大宰相リュステム・パシャはスレイマン1世の傍近くで讒言を繰り返したとして世間から非難されている。
1543年に次男メフメトが病死、1553年にイラン遠征の最中に長男ムスタファを謀反の罪で処刑、同年に末子ジハンギルも病死、1558年の最愛の妻ヒュッレムの死後、1559年に反乱を起こした皇子バヤズィトを1561年に処刑するなど家庭的に暗い晩年を送ったスレイマン1世は、1565年にマルタ島への遠征軍を派遣したが失敗（マルタ包囲戦）した。
最晩年にあたる1566年には、神聖ローマ皇帝マクシミリアン2世が和睦を破りハンガリーを攻撃した。オスマン帝国は既にこの時点で劣勢であり、すぐにでも反撃しなければいけなかったが、スレイマンは持病の為、出陣できず、指揮は大宰相ソコルルが執ると思われていた。
イラン・サファヴィー朝のタフマースブ1世は、「スレイマンは老いた。」と評し、イスタンブールの市民達も既に老齢で限界を迎えつつあったスルタンの死をただ待つだけであった。
しかしスレイマンは出陣を決定し、馬に乗ってトプカプ宮殿の正門から現れた。イスタンブールの人々はこれを見て「若き日の壮麗帝が再び現れた」と大変驚いた。スレイマンは大軍を率いて報復のためハンガリー遠征を敢行した。しかし限界を迎えつつあったスレイマンは行軍中に馬ではなく馬車に乗り換え、7月にスィゲトヴァールを包囲したが、スレイマンは各部隊からの報告を聞くだけであり、実質的な軍の指揮は大宰相ソコルル・パシャが行った。
そしてスレイマンは（スィゲトヴァール包囲戦）の真っ最中である9月7日に陣没した。（享年72歳。）
スレイマンの死後、軍の指揮は大宰相ソコルル・メフメト・パシャが代行してスィゲトヴァールを陥落させた後、スレイマン1世の遺骸を運び撤退した。
スレイマンの死は伏せられ、スィゲトヴァール包囲戦の勝利後、ソコルルはスレイマンの名で勝利の勝鬨を上げた。ソコルルはその際、「皇帝は病気で指揮できなかったことを悔いている。」と言った。また、スレイマンの死による軍の崩壊を防ぐために皇帝付きの医師は絞殺され、その死はソコルルを初めとする最側近のみが知ることになり、側近たちは宮殿の奥でスレイマンがさも生きているかのような演技をした。
スレイマンの遺骸はイスタンブールに運ばれて、自身がスィナンに建造させ、愛する妻であるヒュッレム・スルタンが眠るスレイマニエ・モスクの墓地に葬られた。次のスルタンには、政争の結果、唯一生き残った皇子セリム2世が即位したが、彼は道楽に溺れ、政務を重臣たちに任せっきりだった為、オスマン帝国の政治は皇帝ではなく、大宰相ソコルル・メフメト・パシャの主導で動いていった。

## スレイマン1世治下の帝国

### 支配体制
スレイマン1世の治世でオスマン帝国は更に拡張したが、それは限界を迎えていた。度重なる遠征で財政は枯渇しかかっていて、新たな領土も維持費が莫大にかかるからである。ハンガリー・エジプト・イエメン・地中海沿岸はあまりにも中央から遠いため間接統治となり、総督が現地の募兵と守備兵で軍事力を担うことになった。また、海賊を取り込む方法で地中海を確保したが、陸軍を主眼に置いていたため補助戦力としかなりえず、ポルトガルとの争いで遅れを取っていた。
一方、内政で法と官僚機構の整備が整えられ、地方の法を編集して地方法令集を生み出し、合わせて中央官僚の統制と帝国支配の要として統治法令集も編纂された。法を宗教の観点から見た場合違反かどうかの判定も行われ、その担当であるウラマーの教育課程及び上下関係も定めると共に、ウラマーの最高権威としてシェイヒュルイスラーム(イスラームの長老)という職種がスルタンの側近として重んじられるようになった。スレイマン1世の治世でエブッスード・エフェンディという人物がこの職業を務め、法の編纂とイスラム法による正当性を保障、文官として重要な役割を果たした。

### 文化
スレイマン1世は哲学などの学問や芸術を好み、「ムヒッビー（恋する者）」の筆名で詩作を行う詩人でもあった。また詩も流行したが、宮廷のゴシップをイスタンブールの大衆に伝える噂としての役割もあり、スレイマン1世とヒュッレムの結婚、皇子ムスタファの処刑、黒幕とされるリュステムの非難にまで及んでいる。詩人は上流階級をパトロンに求めている部分もあり就職の斡旋を依頼しているが、時に政治的背景も絡む場合もあるため、上記の記事は詩人ドゥカーギンザーデ・ヤフヤーがムスタファに同情的な軍人の心情を歌ったものとされている。
建築の分野ではミマール・スィナンを登用し、帝国全土のモスク、墓廟、橋梁、上水道など、建築物の建設・修復の任務を与えた:98。スィナンがスレイマン治世下で建設した代表的な建物としてはシェフザーデ・ジャーミイやスレイマニエ・ジャーミイなどがある:100。

## 評価
スレイマン1世の治世には軍事的に成功が続き、オスマン帝国がヨーロッパ諸国・イスラム諸国を圧倒したスレイマン1世の治世は栄光の時代として記憶され、「帝国の最盛期」と言われる。またイェニチェリなどの精強な軍事組織や中央集権的な行政制度が、スレイマン1世の時代に完成されると共にもっとも円滑に機能したと言われ、後にオスマン帝国が軍事的な衰退を続ける中で、「栄光のスレイマン1世の時代に立ち返ろう」という主張が繰り返されることになる。
だが、しばしばオスマン帝国の軍事的衰退の原因とされるイェニチェリの急速な拡大などの軍事組織の構造変化も、スレイマン1世の時代に始まったものである。軍事的弛緩はスレイマン1世の晩年に始まっていたと考えることができ、事実、スレイマン1世の死後20年たって、16世紀末イランのサファヴィー朝に名君アッバース1世が現れると、スレイマン1世の治世に獲得されたイラク、アゼルバイジャンの領土は17世紀前半に奪還された。
このほか、フランスと同盟を結んだ際にフランス人に対する領事裁判権や租税免除などの恩恵的な特権を与えた（後にイギリスやオランダにも適用された）ことも、当時は国力差が圧倒的だったため、友好国への恩恵としてのみ機能しており、社会への実害はなかったものの、後にオスマン帝国が衰退するにつれて不平等条約化し、列強の介入要因となって帝国を苦しめることとなる。加えて皇帝自らが政務を行うことが少なくなり、実権は大宰相の手へと移っていった。
しかし、1565年に大宰相となったソコルル・メフメト・パシャは名宰相と誉れ高く、これら大宰相による政治と優れた官僚制度によって、スレイマン1世の築いた大帝国を維持し、帝国の衰退はなお1世紀の後、17世紀末のこととなる。

## 子女
愛妾マヒデヴラン・スルタンとの間に1人の子を儲けた。
- シェフザーデ・ムスタファ (1515年 - 1553年)

愛妾（後に皇后）ヒュッレム・ハセキ・スルタンとの間に6人の子を儲けた。
- メフメト（英語版）（1521年 – 1543年）
- ミフリマーフ・スルタン（英語版）（1522年 - 1578年） - 大宰相リュステム・パシャと結婚
- アブドゥラー（英語版）（1522年 - 1526年） - 疫病に罹り病死
- セリム2世（1524年 - 1574年）
- バヤズィト（英語版） （1527年 – 1561年）
- ジハンギル（英語版）（1531年 - 1553年）

## 年表
- 1494年11月6日 - 誕生
- 1520年 - 即位
- 1521年 - ベオグラードを占領
- 1522年 - ロドス島を占領（ロドス包囲戦）
- 1526年 - モハーチの戦いに勝利。ハンガリー中央部を平定。
- 1529年 - 第一次ウィーン包囲
- 1533年 - 海賊バルバロス・ハイレッディンが帰順。彼を海軍提督＝カプダン・パシャ（カプダヌ・デルヤー）に。
- 1534年 - バグダードを占領。イラクとアゼルバイジャンの大半を支配下に。
- 1538年 - プレヴェザの海戦に勝利。地中海の制海権を掌握。
- 1543年 - フランス艦隊と共同でニースを攻略
- 1561年 - 反乱を起こした皇子バヤズィトを処刑
- 1566年9月7日 - ハンガリー遠征の陣中で死去

## ギャラリー

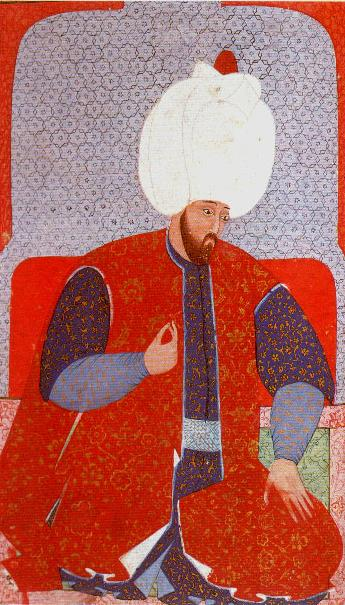
1528年頃のスレイマン
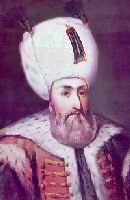
欧州での肖像
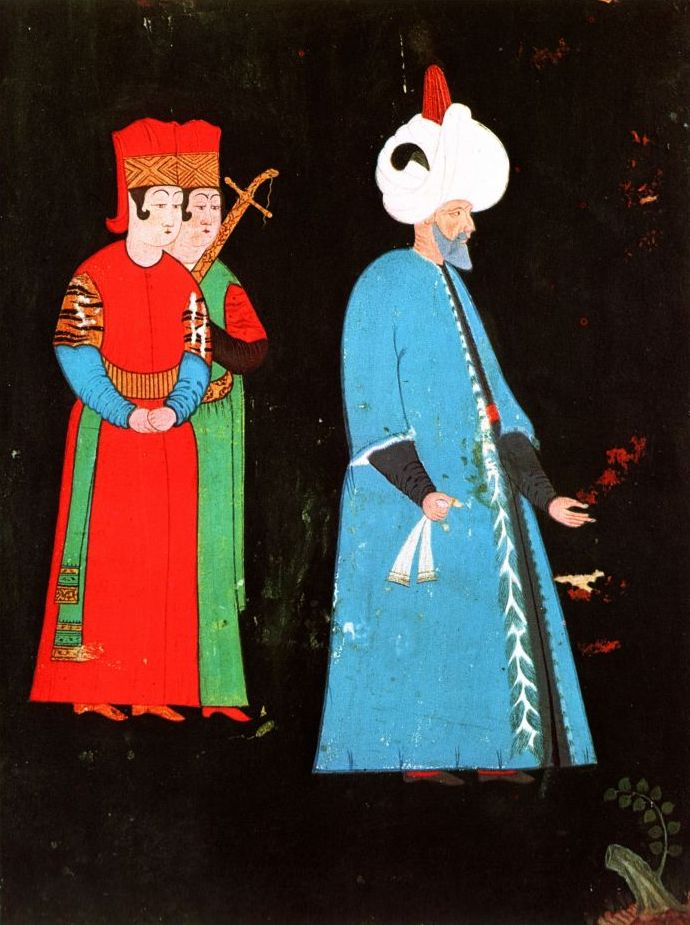
老年期のスレイマン
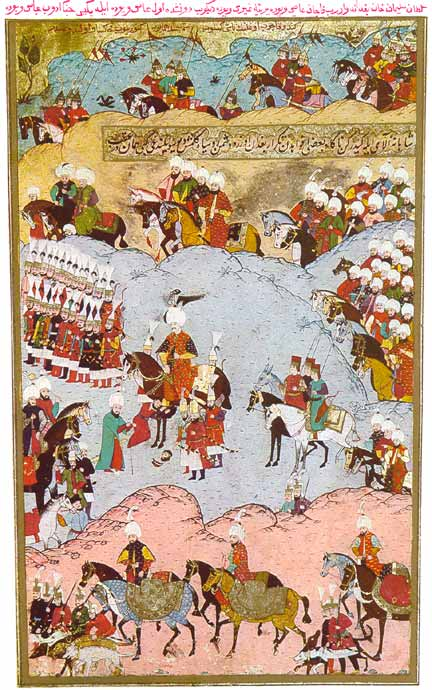
モルドバ遠征
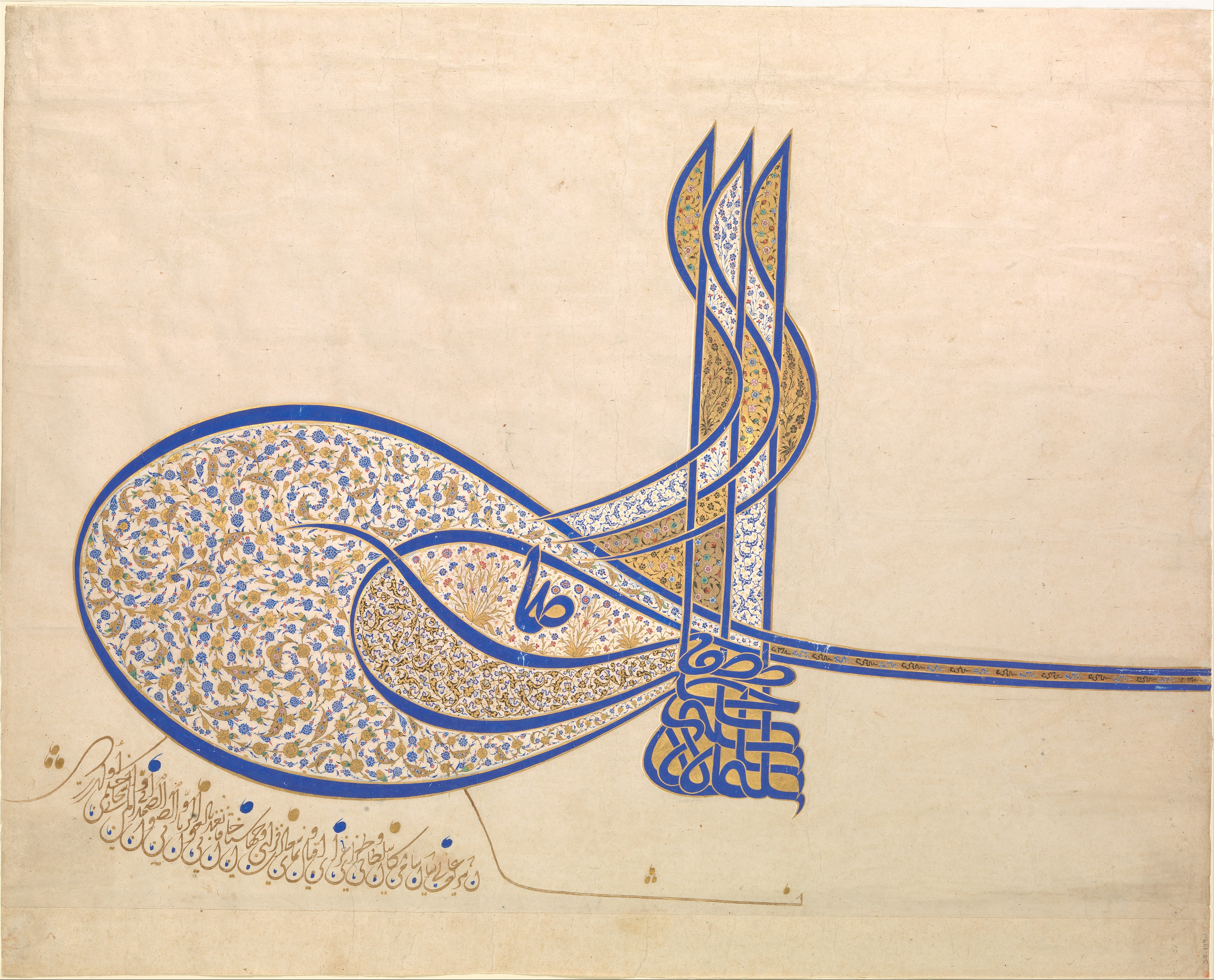
スレイマン1世のトゥグラ（花押）
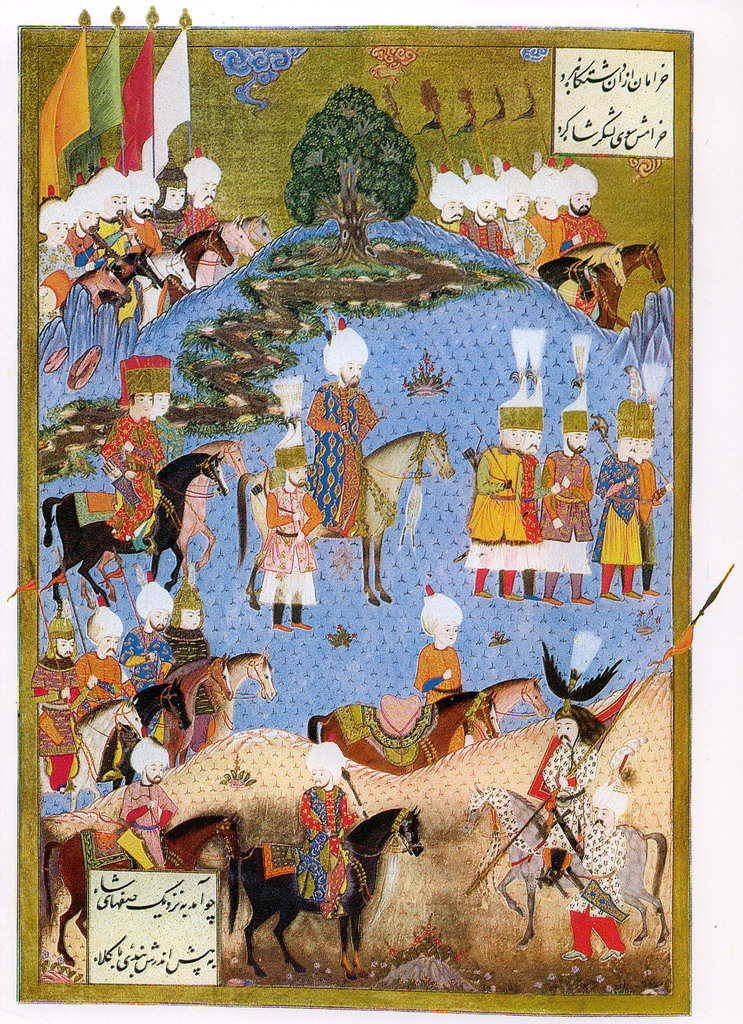
1556年夏　ナヒチュヴァーン遠征（『スレイマン・ナーメ』）

## 日本語文献
- 三橋富治男『スレイマン大帝 オスマン帝国の栄光』清水書院、1971年（新装版、1984年）。
- アンドレ・クロー著、浜田正美訳『スレイマン大帝とその時代』法政大学出版局（りぶらりあ選書）、1992年5月。
- 永田雄三編『新版 世界各国史9 西アジア史Ⅱ イラン・トルコ』山川出版社、2002年。
- フランソワ・トレモリエール・カトリーヌ・リシ編、樺山紘一日本語版監修『図説 ラルース世界史人物百科Ⅱ ルネサンス-啓蒙時代』原書房、2004年。
- 林佳世子『興亡の世界史10 オスマン帝国500年の平和』講談社、2008年。
- ビタール, テレーズ『オスマン帝国の栄光』鈴木董監修、創元社〈知の再発見双書51〉、1995年11月10日。ISBN 4-422-21111-0。

## スレイマン1世が登場する作品

### テレビドラマ
- オスマン帝国外伝〜愛と欲望のハレム〜 （トルコ）

### 漫画
- 篠原千絵『夢の雫、黄金の鳥籠』（小学館）

### 舞台作品
- オリエンタル・テイル『壮麗帝』（2020年 宝塚歌劇団 宙組）-作・演出は樫畑亜依子。